# 中野の都こんぶ

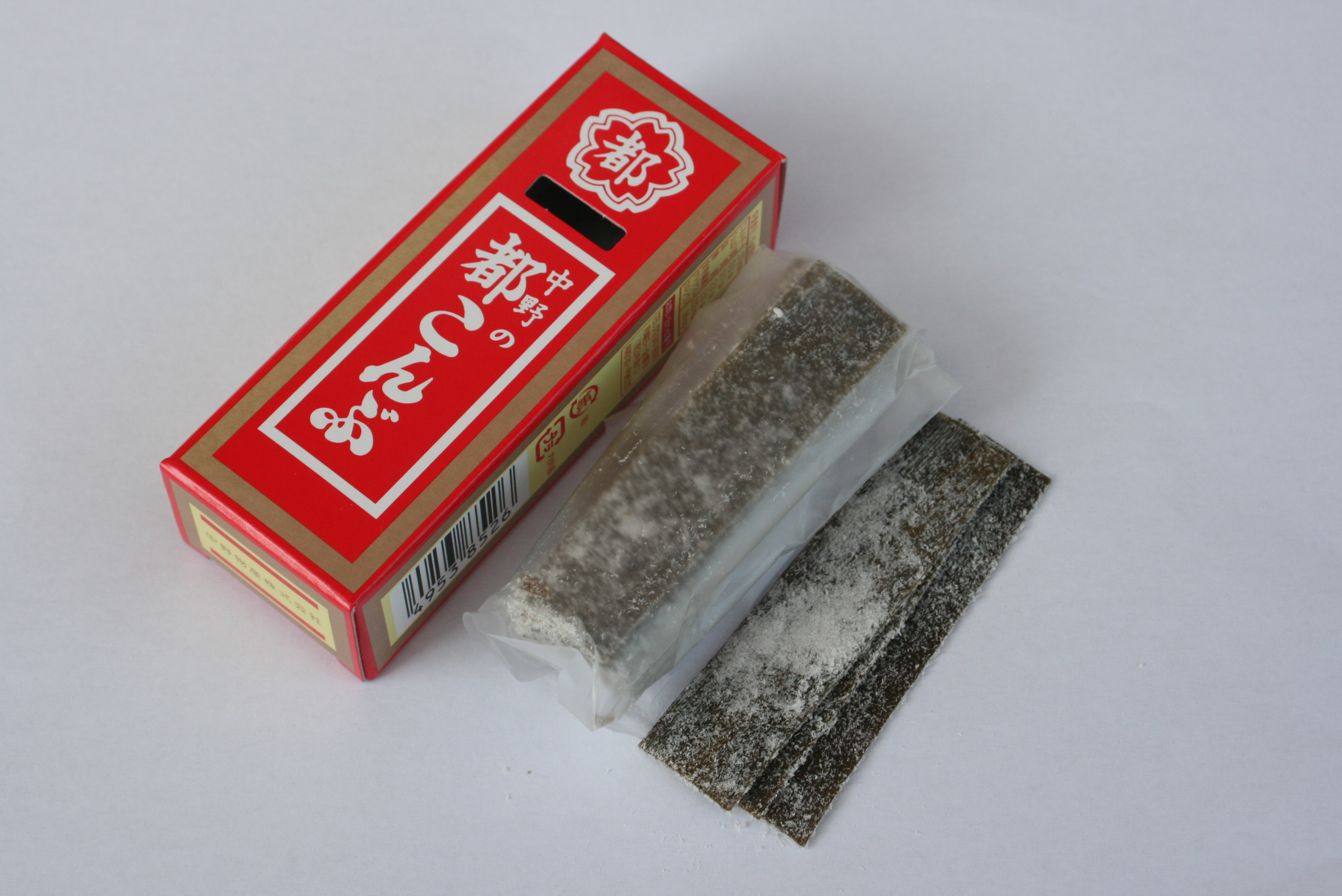
中野の都こんぶ

中野の都こんぶ（なかののみやここんぶ）は、中野物産から製造・発売されている昆布菓子である。
柔らかく、独特の甘みを持つマコンブが原料として使用され、酢と甘味料によって味付けされている。商品名は、中野物産の創業者であり都こんぶの開発者でもある中野正一の出身地である京都にちなんで命名された。

## 概要

### 製法
都こんぶは、大阪府貝塚市の二色の浜工場で製造されている。
都こんぶに使用される真こんぶは、発売当初から函館沿岸で養殖された昆布のみを使用している。
工場に入荷された昆布は酢と調味液に漬けられ（荒漬けと上漬け）、荒漬けと上漬けの工程の間で、作業員によって昆布の大きさが一定の形に揃えられる。上漬けの後、裁断された昆布にはアミノ酸に由来する甘味料を含んだ白い粉がまぶされ、機械でのプレスと裁断を経て、都こんぶは梱包される。

### 魔法の粉
都こんぶにまぶされている粉は「魔法の粉」と呼ばれている。砂糖は昆布の中に浸透しないために甘味料として使用することができず、初期の都こんぶにはチクロが甘味料として添加されていた。実際には発がん性は確認されなかったのだが当時米国で発がん性があると誤解されたため、これを受けて日本でも1969年にチクロを添加した食品は回収され、販売が禁止される。甘味料を使用できなくなった都こんぶは味が変化し、売り上げは打撃を受けて中野物産の業績は悪化した。1976年にアミノ酸由来の甘味料が発見され、甘味料を含む粉が都こんぶにまぶされることになった。従来の都こんぶの表面にはマンニット（昆布に含まれる成分が結晶化した粉状の糖）が付着していたために外見はほとんど変化しておらず、製造コストは増えたものの、売り上げもチクロを使用していた1969年以前に比べて増加した。

## 歴史

### 都こんぶの原型
中野物産の創業者である中野正一は尋常小学校卒業後、堺の昆布問屋に丁稚奉公に出されていた。その時に中野は売り物にならない昆布の切れ端をおやつ代わりに食べていたが、中野が食べていた加工直前の昆布は柔らかくするために酢に漬けられていた。この昆布に甘みを付けて売り出せないかと考えた中野は、砂糖やサッカリンなどを昆布の甘味に使用できないかと奉公中から実験を繰り返し、1931年に独立して中野商店を創業したとき、昆布を黒蜜入りの酢に漬けた、都こんぶの原型である酢昆布を発売した。中野は天王寺や松屋町の菓子問屋を通して駄菓子屋に都こんぶを流通させ、また当時流行していた紙芝居屋へも都こんぶを売り込んだ。発売当初の都こんぶは、形は昆布の切れ端そのままで、味も黒蜜が使用されていたため現在とは大きく異なっていたと思われる。

### 都こんぶの販売
戦時中に中野が出征したため、都こんぶの製造と販売は一時止まる。1946年ごろに中野が帰国すると、菓子類が不足していた終戦直後の食糧事情の中で、都こんぶは新たな販路を開拓していく。終戦直後の娯楽の中心地だった映画館や芝居小屋の売店に置かれた都こんぶは良好な売り上げを記録し、消費者へのアピールとしてそれまで中野物産が販売していた酢昆布に「都こんぶ」という商品名が付けられた。1953年にかつてキヨスクを直営していた鉄道弘済会へ都こんぶを売り込むため、中野物産の東京営業所が開設される。キヨスクの店頭で客の目を引くために現在の赤い小箱に桜の花と白文字で「中野の都こんぶ」と書かれたパッケージが採用され、酢昆布は売店での販売と携帯に適した手のひらサイズの大きさの箱に入れられた。その後、中野産業の成功にあやかって、酢昆布を販売する同業他社も赤い箱を採用した。

### 宣伝手法
また、社員による菓子問屋への営業活動と並行して、都こんぶの知名度を上げるために積極的な宣伝が行われた。ラジオ、テレビでコマーシャルメッセージが流され、林家三平、イーデス・ハンソンらが起用された。大阪市営地下鉄御堂筋線の各駅の改札口に出した広告は、1970年に開催された大阪万博との相乗効果で都こんぶの知名度を上げる。「都こんぶの唄」（作曲：早川博二）というコマーシャルソングもあった。

## ラインナップ
- 都こんぶ - 15g入のパックと30g入の増量パックの2種類が販売されている。
- 都こんぶ・梅酢
- 都こんぶピロー - こんぶが一枚ずつ個別包装されている。

## コラボレート商品
- カルビー - 2004年にかっぱえびせんとのコラボレート商品である「かっぱえびせん 都こんぶ味」が発売された[16]。
- 栗山米菓 - 「都こんぶあられ」を発売している[17]。
- ジャパンフリトレー - 2010年にコラボレート商品である「都こんぶコーンチップス」を発売した。
- 集英社 - 漫画「銀魂」の登場人物の一人である神楽の好物が酢昆布であることにちなんで、都こんぶとのコラボレート商品「神楽の酢昆布」がジャンプフェスタなどで販売された。
- 杉本屋製菓 - 2012年に「都こんぶゼリー」を発売した。
- パイン - 過去に都こんぶとのコラボレート商品である「梅昆布飴」を発売した。
- モノコム・ヘソプロダクション - 2018年にマスキングテープとクリアファイルを発売した。

## 受賞歴
- 水産庁長官賞（1965年）
- 第17回全国菓子大博覧会大臣賞（1968年）